# روز تيري كوكي
روز تيري كوكي (بالإنجليزية: Rose Terry Cooke)‏ هي كاتِبة وشاعرة أمريكية، ولدت في 17 فبراير 1827 في هارتفورد في الولايات المتحدة، وتوفيت في 18 يوليو 1892 في بيتسفيلد في الولايات المتحدة.

## وصلات خارجية
- روز تيري كوكي على موقع الموسوعة البريطانية (الإنجليزية)